# DAB

本放送している国
トライアル・テストをしている国
DABに興味がある国
過去にDABを放送していた国（2018年）

DAB（英: Digital Audio Broadcasting）とは、デジタルラジオの規格である。主にヨーロッパ諸国の一部とオーストラリア、韓国で採用されている。

## 概要
EUREKA（欧州先端技術共同研究計画）がヨーロッパ連合のために開発した（Project number EU147）。1987年から2000年までの期間開発が行われ、主な部分は1980年代に開発された。550以上のサービスにより、2.85億人以上が受信可能地域にいる。イギリスで最初に本格放送が始まった。2001年時点で50の民放、英国放送協会（BBC）がロンドンで受信できた。現在、DABフォーラムには30ヶ国が参加している。
中でもノルウェーは国内の地形特性の影響と対経費を勘案し、NRKなど全国放送を行っている放送局は2017年末までにFM放送を廃止しDABへ移行した。ただし地方局はFM放送のままである。
従来のラジオでは、自動車などの移動中に送信所のエリアから外れた場合は周波数を手作業で変更していたが、DABでは自動で行われる。また文字放送によって曲名や交通情報などの情報が得られる。さらにマルチチャンネル、HTMLデータ、電子番組表などのサービスも行われる。
韓国ではこの方式を使い、ラジオ放送の他にMPEG-4で圧縮した移動体向けテレビ放送（DMB）をしている。

## 放送方式
デジタル変調はOFDMで圧縮方式はMPEG Audio Layer 2である。イギリスの基本的な使用レートは音楽128Kbpsステレオ、音声80Kbpsモノラル。
2006年には、圧縮方式にHE-AACを採用したDAB+が策定された。

## サブセット
- DAB-IP：IPデータ放送に対応。イギリスで使用されていたが、現在は使用されていない。

## 周波数・モード
DABにはモードI, II, III, IVがあり国によって使用するモードは異なる。世界で使用するためには4つ全てのモードに対応した機器が必要。
- Mode I（174–240 MHz【Band III】） 地上波
- Mode II（1452–1492 MHz【L-Band】） 地上波、衛星
- Mode III（3GHz以下の周波数） 地上波、衛星
- Mode IV（1452–1492 MHz【L-Band】） 地上波、衛星

## サービス終了した国
- 2005年、フィンランドが放送終了。
- 2011年4月、ポルトガルが放送終了。
- 2017年9月、香港が放送終了。
- 2020年9月、ハンガリーが放送終了。
- 2021年3月、アイルランドが放送終了。